# أمية بن عبد الله بن خالد
أميه بن عبد الله بن خالد بن أسيد الأموي.( ت: 87هـ / 706م) أحد رجال الدولة الأموية ووالي خراسان في عهد الخليفة عبد الملك بن مروان في الفترة ما بين عامي (74- 78هـ/ 693- 697م) حيث عزله الحجاج بن يوسف الثقفي وجعل المهلب بن أبي صفرة مكانه.

## نسبه وأصله
هو أميه بن عبد الله بن خالد بن أسيد بن أبي العيص بن أمية بن عبد شمس بن عبد مناف الأموي القرشي، أصله من مكة، لكنه من سكان الشام حيث كانت داره بدمشق في الراهب قبل المصلى.

## ولايته لخرسان
بعد أن عزل عبد الملك بكير بن وشاح عن خراسان وولاها أمية بن عبد الله بن خالد بن أسيد وكان سبب عزل بكير أن تميماً اختلفت بها فصارت بطون من بني تميم يتعصبون لبحير وبطون أخرى من بني تميم يتعصبون لبكير فخاف أهل خراسان أن تعود الحرب وتفسد البلاد ويقهرهم المشركون، فكتبوا إلى عبد الملك فيمن يوليه، فقال أمية : يا أمير المؤمنين تداركهم برجل منك، قال عبد الملك: لولا انهزامك عن أبي فُديك كنت لها، قال:"يا أمير المؤمنين، والله ما انهزمت حتى خذلني الناس، ولم أجد مقاتلا. فولاه خراسان وكان عبد الملك يحبه، فقال الناس:"ما رأينا أحدا عوض من هزيمة ما عوض أمية".
فلما سمع بكير بمسيرة أمية أرسل إلى بحير وهو في حبسه يطلب منه الصلح فامتنع بحير ، فدخل عليه ضرار بن حصين الضبي، فقال: أراك أحمق، يرسل إليك ابن عمك يعتذر وأنت أسيره والسيف بيده وطلب أن يقبل الصلح ، فقبل وصالح بكيرا، ولما بلغه مسير أمية وأنه قريب من نيسابور سار إليه ولقيه بها فأخبره عن خراسان وحذره من غدر بكير وسار معه حتى قدم مرو.
وكان أمية كريما ولا يعرض لبكير ولا لعماله وعرض عليه شرطته فأبى ثم خيره أن يوليه ما شاء من خراسان فاختار طخارستان، قال: فتجهز لها، فقال بحير لأمية: إن أتى بكير طخارستان خلعك وحذره فلم يوله.

## وفاته
عاش أميه بن عبد الله بن أسيد بعد عزله من ولاية خرسان قرابة التسع سنوات ثم توفي سنة 87هـ/ 706م.
| سبقه بكير بن وشاح | ولاة خراسان | تبعه المهلب بن أبي صفرة |